# ميخائيل سيباستيان
ميخائيل سيباستيان (بالرومانية: Mihail Sebastian)‏ هو كاتب مسرحي وصحفي وأستاذ جامعي روماني، ولد في 18 أكتوبر 1907 في برايلا في رومانيا، وتوفي في 29 مايو 1945 في بوخارست في رومانيا بسبب حادث مرور.

## وصلات خارجية
- ميخائيل سيباستيان على موقع IMDb (الإنجليزية)
- ميخائيل سيباستيان على موقع ديسكوغز (الإنجليزية)
- ميخائيل سيباستيان على موقع قاعدة بيانات الفيلم (الإنجليزية)